# De Peyster
De Peyster es un pueblo ubicado en el condado de St. Lawrence en el estado estadounidense de Nueva York. En el año 2000 tenía una población de 936 habitantes y una densidad poblacional de 8 personas por km².

## Geografía
De Peyster se encuentra ubicado en las coordenadas 44°32′32″N 75°27′39″O / 44.54222, -75.46083.

## Demografía
Según la Oficina del Censo en 2000 los ingresos medios por hogar en la localidad eran de $28,750, y los ingresos medios por familia eran $31,500. Los hombres tenían unos ingresos medios de $25,000 frente a los $21,458 para las mujeres. La renta per cápita para la localidad era de $10,667. Alrededor del 27.2% de la población estaban por debajo del umbral de pobreza.